# Бриджвотер Тауншип (Нью-Джерсі)
Бриджвотер Тауншип (англ. Bridgewater Township) — селище (англ. township) в США, в окрузі Сомерсет штату Нью-Джерсі. Населення — 45 977 осіб (2020).

## Демографія
Згідно з переписом 2010 року, у селищі мешкали 44 464 особи в 16 111 домогосподарстві у складі 12 041 родини. Було 16657 помешкань
Расовий склад населення:
| - 76,5 % — білих - 17,8 % — азіатів - 2,4 % — чорних або афроамериканців - 0,1 % — корінних американців - 1,5 % — осіб інших рас |

До двох чи більше рас належало 1,8 %. Частка іспаномовних становила 6,8 % від усіх жителів.
За віковим діапазоном населення розподілялося таким чином: 25,5 % — особи молодші 18 років, 59,8 % — особи у віці 18—64 років, 14,7 % — особи у віці 65 років та старші. Медіана віку мешканця становила 42,2 року. На 100 осіб жіночої статі у селищі припадало 91,8 чоловіків;  на 100 жінок у віці від 18 років та старших — 87,8 чоловіків також старших 18 років.
Середній дохід на одне домашнє господарство  становив 143 298 доларів США (медіана — 114 510), а середній дохід на одну сім'ю — 162 440 доларів (медіана — 130 814). Медіана доходів становила 101 085 доларів для чоловіків та 70 633 долари для жінок. За межею бідності перебувало 3,6 % осіб, у тому числі 3,4 % дітей у віці до 18 років та 6,3 % осіб у віці 65 років та старших.
Цивільне працевлаштоване населення становило 22 728 осіб. Основні галузі зайнятості: освіта, охорона здоров'я та соціальна допомога — 19,4 %, науковці, спеціалісти, менеджери — 16,3 %, виробництво — 14,2 %.